# Orbán süvege
Az „Orbán süvege” kifejezés legelőször Decsi Gáspár (Deczi Gáspár) (16. század) tolnai főprédikátor, költő életművében fordul elő. A kifejezés eredetéről és jelentéséről több magyarázat is létezik. Ballagi Mór szerint 1490-ben II. Ulászló koronázásakor a püspökök püspöki süvegükben hódoltak az uralkodónak, kivéve az egri püspököt, Dóczy Orbánt. Dóczy fején nem volt süveg, mert azt részeg inasa hozta utána, de részegségében felvette. Feltenni Orbán süvegét azt jelentette tehát, hogy lerészegedni. Miskolci Gáspár: Egy jeles vadkert. 1702-ben kiadott művében a szólást másképp értelmezte: „feltette Orbán süvegét, mintha mind a diófáig övé volna”.  Jelentése: rátarti, nagyra van magával, kevélykedik.
Az „Orbán süvege” szólást a 19. században még közkeletűen értették és használták. A Vasárnapi Ujság 1862-ben pl. beszámolt egy nyolcéves gyermek haláláról, kinek halálát annak tulajdonították, hogy feltette Orbán süvegét. A 20. században a szólás elveszítette korábbi ismertségét és közérthetőségét. Ezt bizonyítja pl. az 1965-ben az Akadémiai Kiadó gondozásában megjelenő Jókai Mór: Cikkek és beszédek c. kötet, amelyben az „Orbán süvege” kifejezés téves magyarázata: „városias fejfedő”.